# Erker (priimek)
Erker je priimek več oseb:
- Jožef Erker, slovenski rimokatoliški duhovnik in liturgist
- Ksenija Erker, hrvaška pevka zabavne glasbe
- Renata Slabe Erker, slovenska ekonomistka
- Rihard Erker, slovenski dendrolog